# Frederik von der Osten
Frederik von der Osten (4 de agosto de 1993) é um esgrimista dinamarquês de espada, medalhista de prata no Campeonato Europeu de 2019.

## Carreira
No Campeonato Europeu de 2019, von der Osten integrou a equipe dinamarquesa de espada que surpreendeu ao vencer Ucrânia, Suíça e Estônia; contudo, a Dinamarca terminou com o vice campeonato ao ser derrotada por um toque na decisão contra a Rússia.